# Полярник (село)

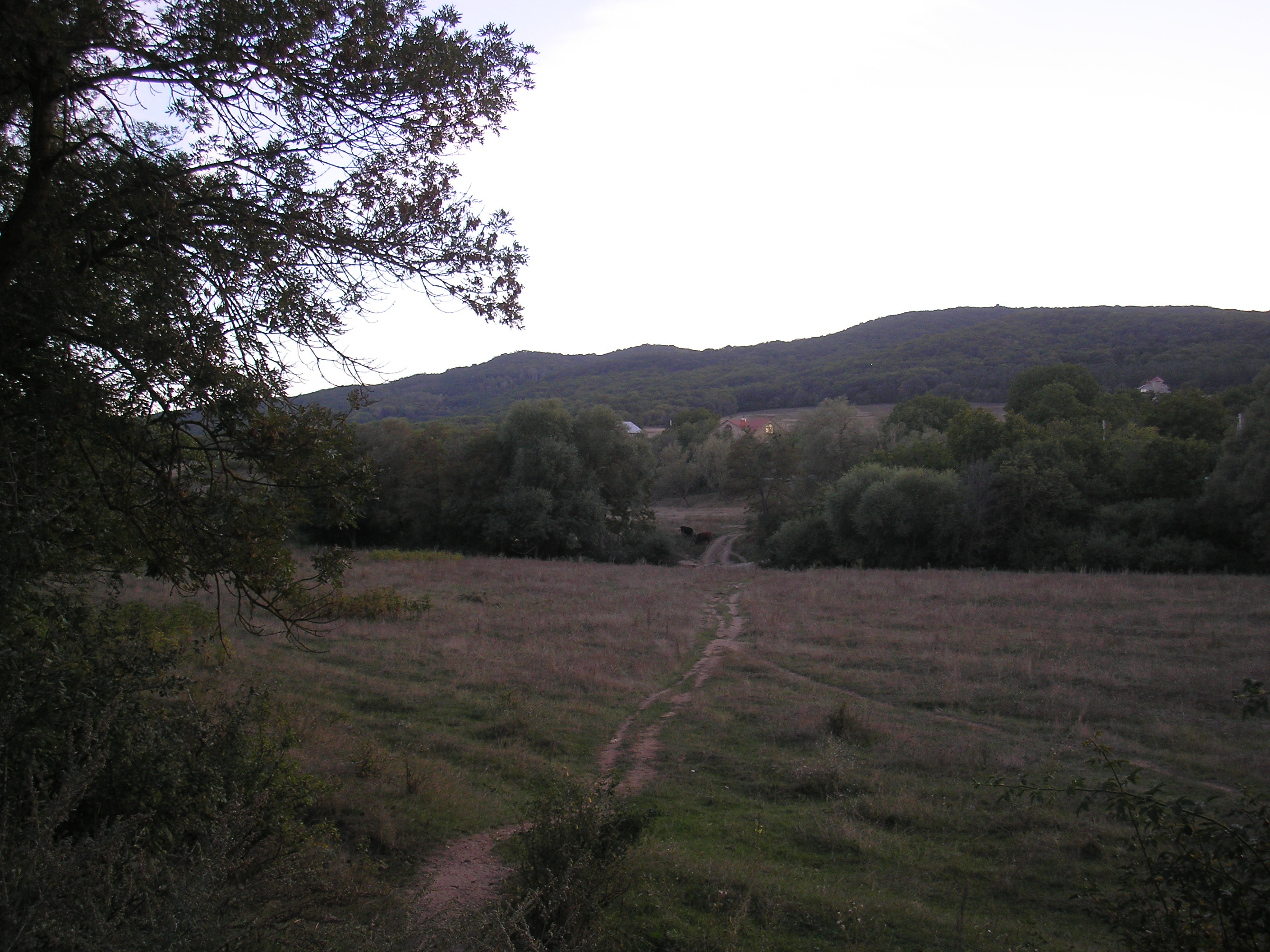
Бывшее село Полярник

Поля́рник (до 1948 года Терскунда́, Терс-Конды́; укр. Полярник, крымскотат. Ters Qondı, Терс Къонды) — исчезнувшее село в Симферопольском районе Крыма, на юго-востоке района, на территории Добровского сельского поселения (согласно административно-территориальному делению Украины — Добровского сельсовета Автономной Республики Крым). Находилось в верховьях реки Тавель, левого притока Салгира, в отрогах Главной гряды Крымских гор.

## История
В последний период Крымского ханства деревня относилась к Акъмечетскаго каймаканства Салгирскому кадылыку, что записано в Камеральном Описании Крыма 1784 года (как деревня Терес Конды) деревня, видимо, вследствие массовой эмиграции крымских татар в Турцию, опустела, и в учётных документах до 1864 года не встречается. На военно-топографической карте генерал-майора Мухина 1817 года обозначена, как пустующая, а на карте 1836 года в деревне Тескундутавель 13 дворов, тогда как на карте 1842 года обозначена условным знаком «малая деревня», то есть, менее 5 дворов.
В 1860-х годах, после земской реформы Александра II, деревню приписали к Сарабузской волости. Согласно «Списку населённых мест Таврической губернии по сведениям 1864 года», составленному по результатам VIII ревизии 1864 года, Терсконду — казённая татарская деревня, с 3 дворами, 8 жителями и мечетью при речкѣ Тавели (на трёхверстовой карте 1865—1876 года в деревне Тескундутавель обозначены 4 двора). В «Памятной книге Таврической губернии 1889 года» по результатам Х ревизии деревня не отмечена, а на карте 1892 года в Терскунде 12 дворов с татарским населением. По Статистическому справочнику Таврической губернии. Ч.II-я. Статистический очерк, выпуск шестой Симферопольский уезд, 1915 год, в деревне Терескунда Подгородне-Петровской волости Симферопольского уезда, числилось 8 дворов со смешанным населением без приписных жителей, но с 43 — «посторонними», из которых 23 мужчины и 20 женщин. Жители землёй не владели, в хозяйствах имелось 40 лошадей, 4 вола, 20 коров и 50 голов мелкого скота.
После установления в Крыму Советской власти, по постановлению Крымревкома от 8 января 1921 года была упразднена волостная система и село включили в состав вновь созданного Подгородне-Петровского района Симферопольского уезда, а в 1922 году уезды получили название округов. 11 октября 1923 года, согласно постановлению ВЦИК, в административное деление Крымской АССР были внесены изменения, в результате которых был ликвидирован Подгородне-Петровский район и образован Симферопольский и село включили в его состав. Согласно Списку населённых пунктов Крымской АССР по Всесоюзной переписи 17 декабря 1926 года, в селе Терскунда, Джалман-Кильбурунского сельсовета Симферопольского района, числилось 22 двора, все крестьянские, население составляло 99 человек, из них 90 татар, 5 греков, 3 русских, 1 украинец, действовала татарская школа. К 1940 году был образован Тавельский сельсовет и село включили в его состав. По данным всесоюзной переписи населения 1939 года в селе проживал 181 человек. В период оккупации Крыма, с 4 по 7 декабря 1943 года, в ходе операций «7-го отдела главнокомандования» 17 армии вермахта против партизанских формирований, была проведена операция по заготовке продуктов с массированным применением военной силы, в результате которой село Терскунди было сожжено и все жители вывезены в Дулаг 241.
В 1944 году, после освобождения Крыма от фашистов, согласно Постановлению ГКО № 5859 от 11 мая 1944 года, 18 мая крымские татары были депортированы в Среднюю Азию. 12 августа 1944 года было принято постановление № ГОКО-6372с «О переселении колхозников в районы Крыма» и в сентябре 1944 года в район приехали первые новоселы (214 семей) из Винницкой области, а в начале 1950-х годов последовала вторая волна переселенцев из различных областей Украины. С 25 июня 1946 года в составе Крымской области РСФСР. Терскунда была переименована в Полярник 18 мая 1948 года указом Президиума Верховного Совета РСФСР.. 26 апреля 1954 года Крымская область была передана из состава РСФСР в состав УССР. В том же году, решением Симферопольского исполкома, Краснолесский сельсовет был упразднён, а село передали в Добровский. По одним данным решением Крымоблисполкома от 8 сентября 1958 года № 834 Полярник присоединили к Краснолесью, по другим на 15 июня 1960 года село ещё числилось как отдельное и присоединено в период до 1968 года.